# 許乃普
許乃普（1787年—1866年），字季鴻、又字經崖，號滇生，浙江杭州府錢塘縣人，清朝政治人物、書法家。

## 生平
許乃普是嘉慶二十五年（1820年）庚辰科一甲第二名進士（榜眼）。授翰林院編修，道光五年（1825年）升侍講，九年（1829年）改侍讀，十三年（1833年）任江西學政，十七年（1837年）升詹事府詹事，十八年（1828年）升內閣學士，十九年（1839年）升戶部左侍郎，二十一年（1841年）升兵部尚書，賜紫禁城騎馬，二十四年（1844年）改工部尚書，咸豐九年（1859年）改吏部尚書，十年（1860年）加太子太保。同治五年（1866年）卒，諡文恪。工書法，師法王羲之與王獻之，與祁寯藻、陳孚恩、趙光並稱“同光四家”。著有《堪喜齋集》。

## 家族
根據浙江《高陽許氏族譜》記載：
- 父許學范，乾隆三十七年（1772年）壬辰科進士，官至刑部員外郎。許學范有七子：許乃來、許乃大、許乃濟、許乃谷、許乃普、許乃釗、許乃恩，其中許乃濟、許乃普、許乃釗三子登進士，其餘四子皆中舉人，故有“七子登科”之美譽。當時的學者、書法家梁同書曾寫對聯“世間數百年舊家，無非積德；天下第一件好事，還是讀書”贈予許學范。
- 子許彭壽，原名壽身，道光二十七年（1847年）丁未科進士，先後娶相國曹振鏞、阮元兩人孫女曹氏、阮氏（即曹恩汴、阮福之女）。
- 子許鈐身，娶浙江布政使劉喜海（東閣大學士劉統勳曾孫，劉墉侄孫，尚書劉鐶之子）之女。
- 從子許華身，許乃濟之子，娶雲南布政使潘恭辰之女。
- 從子許桂身，許乃濟之子，娶湖南巡撫陸費瑔之女，陸費瑔祖父陸費墀，官至禮部侍郎、《四庫全書》總校官，陸費瑔外祖父陳用敷，官至安徽巡撫，陳用敷叔父陳世倌，官至文淵閣大學士。
- 從子許桐身，許乃濟之子，娶湖廣總督程矞采之女。
- 從子許庚身，許乃谷之子，其子娶軍機大臣孫毓汶之女。
- 從子許樾身，許乃谷之子，娶河道總督徐端孫女。
- 從子許祐身，許乃恩之子，娶俞樾次女俞繡孫，其女嫁陝西布政使錢能訓。許祐身孫女嫁俞平伯。
- 從女許禧身，許乃恩之女，嫁直隸總督陳夔龍，其姊妹嫁禮部尚書廖壽恆。

## 延伸阅读
[在维基数据编辑]
 《清史稿·卷421》，出自趙爾巽《清史稿》